# Admonti Biblia

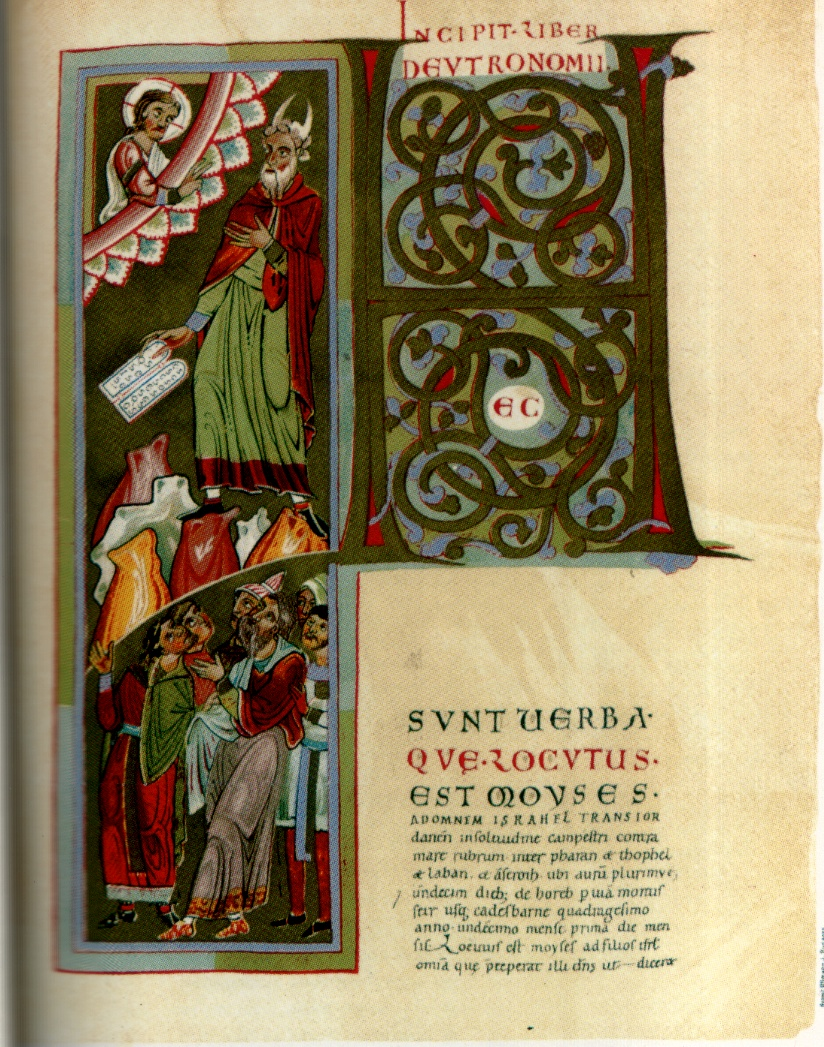
Az Admonti, vagy Gutkeled biblia egy lapja

Az eredetileg egykötetes Admonti (más néven Csatári, a világirodalomban Gebhard néven ismert vagy Gutkeled, németül Admonter) Biblia a legjelentősebb románkori kódex, amely főképpen magyarországi vonatkozásáról és anyagáról, gazdag, eredeti és változatos illusztrációiról híres. A könyvet valószínűleg Salzburgban készítették a 12. század második negyedében (1125 és 1150 között), és egy – elképzelhető, hogy a III. Lipót által 1135-ben alapított heiligenkreuzi – ciszterci kolostorból került a csatári bencésekhez.

## Az Admonti Biblia története
A csatári bencés kolostort – amely ma Zala vármegyében, a veszprémi főegyházmegyében található – a Gutkeled nemzetségből származó Márton comes (ispán) és felesége, Magdolna asszony alapította, II. Géza király hozzájárulásával. Elképzelhető, hogy II. Géza közvetlenül a ciszterci Heiligenkreuzi apátságból kapta a reprezentatív kódexet, és később adományozta tovább a csatári kolostornak, vagy a Gut-Keled családnak, akik Magyarországra költözésükkor magukkal hozták a könyvet. 

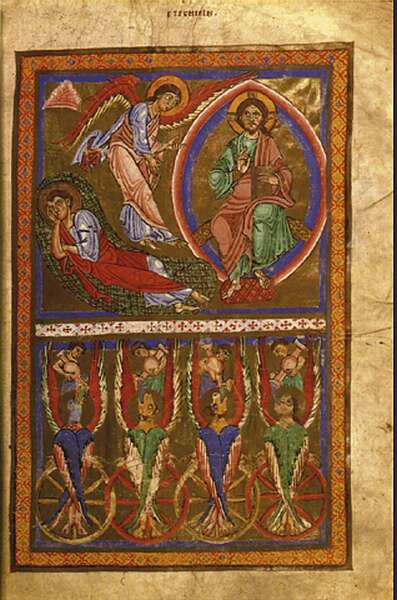
A biblia lapja, díszes miniatúrákkal

A csatári kolostor tulajdonában 1138-tól volt a kötet. A kódexben és más oklevelekben több utalást is találunk történetével kapcsolatban, de ezek közül a legfontosabb az, hogy a templom patrónusa, Wyd (Vid) mester anyagi okok miatt 1263-ban 27 (más források szerint 70) márkáért (noha értéke 80 márka volt) egy Farkas nevezetű vasvári zsidónál elzálogosította a könyvet. Tudjuk, hogy a kódex még ebben az évben kikerült a kereskedő kezei közül. Ezért a patrónus értékes javakkal – köztük két faluval – kárpótolta a kolostort, amelyről a zalavári konvent oklevelet is kiállított.
A kötetben bőségesen találunk utólagos bejegyzéseket is. Ezek egy része szövegpótlás és -korrekció, a 12–14. századból. Másik részük újszövetségi, apokrif kiegészítések (mint például a 2. kötetben olvasható, 13. századi, Magyarországon keletkezett, valószínűleg több kéz által írt és befejezetlen bejegyzés, a Pseudo-Máté evangélium, és az ehhez tartozó kritikai szöveg), valamint liturgiai bejegyzések.

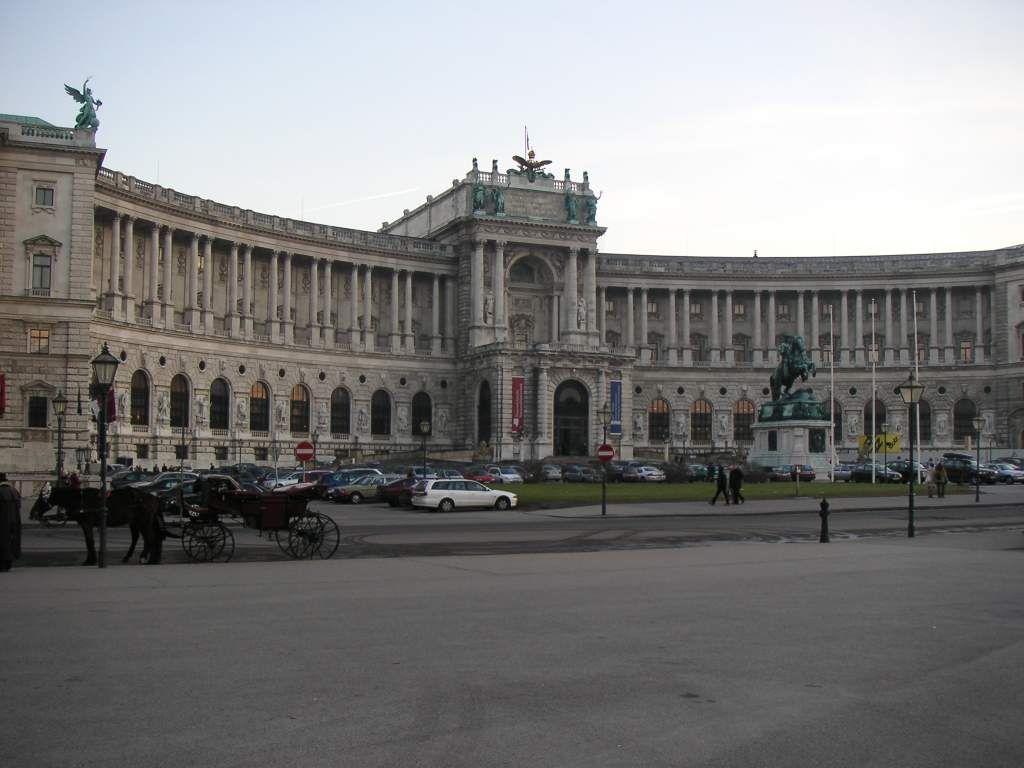
Az Österreichische Nationalbibliothek, ahol 1937-től napjainkig őrzik a kódexet

A kódex mintegy 100 évig volt Magyarországon. A 15. században a könyv a stájerországi Admontban volt. Ezt bejegyzések is tanúsítják, mivel a 15. század elejéről két feljegyzés olvasható: a salzburgi érsekek (Ruperttől III. Eberhardig, azaz 1403-tól 1427-ig) és az admonti apátok neve (Asingrimtől Hartnidig, azaz 1391-től 1411-ig). A könyv Admontból 1937-ben vásárlással került a bécsi Österreichische Nationalbibliothekbe, ahol ma is található (jelzete: Cod. Der. 2701–2702, mivel a 13. században átkötötték, így kétkötetessé vált). Két kimetszett levelét, valamint a két ószövetségi kispróféta, Hóseás és Náhum illusztrációját Párizsban, az École des Beaux-Arts könyvtárában őrzik.

## Az Admonti Biblia külső megjelenése
A biblia a 13. században történt átkötés miatt kétkötetes lett, így terjedelme 262, valamint 234 levél. A teljes bibliát, Szent Jeromos prológusait, valamint Nolai Szent Pálhoz írott leveleit is tartalmazza, a kiegészítéseken és a liturgikus szövegeken, hivatalos írásokon (a csatári kolostor 1138-as alapítólevél másolatán, ereklye-jegyzéken) kívül. Mai borításán az admonti apátság címerét és az 1737-es dátumot láthatjuk. A több száz állatbőrből készült pergameníveket fatáblák közé szorították, fehér disznóbőrrel borították, a táblákat fém veretek kapcsolják össze. A kötet mérete körülbelül 56 x 41 cm, ezáltal a gregoriánus eszméket megtestesítő óriásbibliák csoportjába tartozik; ez a méret a 11–12. században, Itáliában volt különösen elterjedt. Az olvasható szövegvariáns és a figurális, és ornamentális díszítések is Itáliában voltak népszerűek.

## Az írás formája
Az írás két hasábban áll, valószínűleg egy személytől származik. Az írás típusa unciális beütésű karoling minuszkula.

## Az illusztrációk
- 10 egész oldalas, horizontálisan és vertikálisan tagolt, 45 x 28 cm-es kép, amelyek közül a leghíresebb a Teremtés Könyvéhez készült (egy umbro-római biblia hatása);
- 21 fél-kétharmad-negyed oldalnyi kép (nagyobb részük az Ótestamentumot, főként a proféták könyveit díszíti);
- 6 figurális iniciálé;
- narratív kompozíciók (11–12. századi katalán bibliák hatása);
- 4 kánontábla;
- számos fonatos, állatokkal és madarakkal kombinált, természethű iniciálé (római- és közép-itáliai hatás).

A kézirat díszítésekor bizonyára több illusztrációval szerették volna gazdagítani a kötetet, ezt tanúsítják az üres felületek. A képeket és iniciálékat fedőfestékkel készítették, gazdagon aranyozottak és ezüstözöttek. Érdekes, hogy a kötet végén már alapozás nélküli színezett iniciálékat is lehet találni. A díszítések az admonti Szent Péter (St. Peter) bencés apátság stílusát – így a rokon Walther-Bibliáét – hordozzák, ám az illusztrációk nem rendelkeznek eddig felfedezett előképpel. Így a bizánci stílusú díszítések műhelygyakorlatnak tekinthetők, de elképzelhető, hogy a Walter-Biblia illusztrátora is készített néhány konzervatív képet kódexbe. A képeket és az iniciálékat nem ugyanaz(ok) a személy(ek) készítették, legalább négy kéz dolgozott rajtuk. Míg a reprezentatív, nagy kiterjedésű képeket a vezető mesterek – akik közül kiemelkedik az a rajzoló, aki a Teremtés könyvétől a Királyok harmadik könyvéig dolgozott a kódexen, italo-bizantisztikus stílusban –, addig a szerényebb kivitelezésű illusztrációkat a kevésbé tehetséges illuminátorok alkották. A kötet képei, legtöbb iniciáléja az Ószövetséghez készült. Ez alól kivételt képez a kispróféták könyveinek illusztrálása, mivel azok nem voltak hálás témák a rajzolók számára, így csupán egy-egy képet szenteltek nekik; ezek a próféta életéből vett jelenetek vagy víziók ábrázolásai.
- Ámós könyve: egy teljes oldalas kép készült a próféta világvége-látomásáról. Ezzel a jelenet előtte csak a Rodai Bibliában volt látható. A kép kompozíciója kétsávos, felül látható az idős próféta dudával a kezében, mint pásztor. A dudából sáskák özönlenek ki, amely már a vízióra utal. A képen látható Isten is, aki épp az egyenes falat fogja. A kép alsó részében egy nyitott kapujú, fallal körülvett épület látható, amelyben Damaszkusz és Izrael található.
- Abdiás könyve: itt egy Lucifer-szerű teremtményt láthatunk – aki talán Edom népét vagy Ézsaut jelképezi –, nagy hajjal, kezében kardot tartva. Szemben egy ifjú áll, aki talán maga a próféta.
- Jónás könyve: a leghíresebb kép az összes közül, a népszerű jelenetet, a cethalból kiemelkedő Jónást ábrázolja.
- Mikeás könyve: kisméretű és keretezetlen kép. A prófétát idős korában ábrázolja egy talapzaton, kezében a kicsinyített jeruzsálemi templom, amely az eljövendő Jézust szimbolizálja.
- Habakuk könyve: a prófétát Jézus keresztje előtti ima közben ábrázolja, így itt is újszövetségi utalással találkozhatunk.
- Sofóniás könyve: ismét kis kép található a kódexben, architekturális keretbe foglalva. A képen látható fiatalember Jézusra hasonlít.
- Aggeus könyve: a prófétát mint templomajtót faragó idős embert láthatjuk, ami a templom megépítésének (azaz az Újszövetségnek) utolsó fázisa is lehet.
- Zakariás könyve: a próféta kezében csillagokkal díszített kék korong van, amelyek a könyvében megemlített hét kőre és hét szemre utal. Ez jelentheti azt, hogy Isten mindent lát, másrészt a világvégét is.
- Malakiás könyve: a jelenet az áldozat bemutatását ábrázolja, amelynek forrása könyvének 1. vagy 2. fejezete volt.
- Náhum könyve: itt a baldachinra hasonlító forma alatt áll az ifjú, kezében leveles ág, amely Ninive és Asszíria pusztulását szimbolizálja. Érdekes, hogy az egyik ág elpusztult; ez a világvégét is jelezheti. Máshol nem találunk ilyen jellegű ábrázolást.

Az Újszövetségben két érdekes kép van:
- az egyik Pál apostol leveleihez kapcsolódik, amely Pál Damaszkuszba való utazását és megtérését ábrázolja. A kép felső részében a fontosabb téma található, a kép alsó mezőjében a kevésbé fontos jelenet látható. A megtérést ábrázoló részben megjelenik Isten is, amit épp egy írást tartalmazó szalagot tart – akkor még – Saul és három különböző testhelyzetben látható lovas társai fölé. Eddigi ismeretek szerint ez a legkorábbi, Pál megtérését ábrázoló kép.
- A másik, két sávra tagolt kép a Jelenések könyvéhez illeszkedik. A felső részben János patmoszi látomását láthatjuk, amint megjelenik előtte Isten, akit angyalok vesznek körül. Az alsó részben Henoch és Illés halála látható.

A képek általában a prológus után következnek, bevezetőül szolgának. Ezen kívül volt egy „kakukktojás” alkotó is, aki kevésbé alkalmazkodott a salzburgi könyvdíszítési hagyományokhoz. Szintén eltérnek a salzburgi hagyományoktól a négy egész oldalt elfoglaló, páronként egyforma, keskeny oszlopú lunettás, szimmetrikus ornamentikájú, architektonikus elrendezésű kánontáblák. Ezek valószínűleg karoling, vagy valamilyen keleti mintából származnak.
Az Admonti Biblia nem keverendő össze az Admonti Kódex-szel!